# 周之桂
周之桂，字鷲飛，陝西省西安府咸寧縣（今陝西省西安市）人，明末進士，清朝初年政治人物。

## 生平
崇禎十六年（1643年），登進士。明亡降清。授浙江秀水縣知縣。順治六年，授刑科給事中。順治八年，任江西鄉試副考官。順治九年，改戶科右給事中。次年，改刑科左給事中、兵科都給事中。康熙初年，任兵部督捕右理事官。康熙十一年，任太僕寺卿、隨後改太常寺卿、通政使。